# Syngonanthus niger
Syngonanthus niger är en gräsväxtart som beskrevs av Silveira. Syngonanthus niger ingår i släktet Syngonanthus och familjen Eriocaulaceae. Inga underarter finns listade i Catalogue of Life.